# Viking Eggeling
Viking Eggeling (né le 21 octobre 1880 à Lund en Suède et mort le 19 mai 1925 à Berlin en Allemagne) est un peintre et un cinéaste suédois, surtout actif en Allemagne.

## Biographie
Émigrant en 1897 à l'âge de 17 ans en Allemagne, Viking Eggeling s'installe un temps, en 1911, à Paris où il fréquente de nombreux artistes de l'École de Paris (Moïse Kisling, Amedeo Modigliani) et des Dadaïstes comme Hans Arp, avant de retourner en Allemagne. 
En 1918, il rencontre l'artiste allemand Hans Richter à Zurich par l'intermédiaire de Tristan Tzara. De cette rencontre naît une collaboration artistique de plusieurs années entre les deux hommes : en 1919, Hans Richter et Viking Eggeling s'installent près de Berlin et commencent une série d'expérimentations picturales. En 1920, ils décident d'élargir leurs expérimentations au cinéma avec le soutien du département des trucages du studio allemand de l'UFA.
Parmi les projets de films de Eggeling, on trouve notamment Orchestre Horizontal-Vertical (Vertikal-horizontal Symphonie), projet qu'il continuera après son départ pour Berlin en 1921 et la fin de sa collaboration avec Richter, jusqu'à sa rencontre avec l'artiste Erna Niemeyer en 1923. Avec elle, Viking Eggeling travaille alors sur Symphonie diagonale, une de ses œuvres majeures pour le cinéma. Le film est montré pour la première fois à Fernand Léger en 1924 en projection privée, à Paris. Il n'est dévoilé au public que l'année suivante à Berlin, le 3 mai 1925. Viking Eggeling décède deux semaines après la première de son film, le 19 mai 1925.

## Filmographie
- 1921 : Rhythm 21 avec Hans Richter
- 1925 : Symphonie diagonale (Diagonalsymfonin)

## Galerie

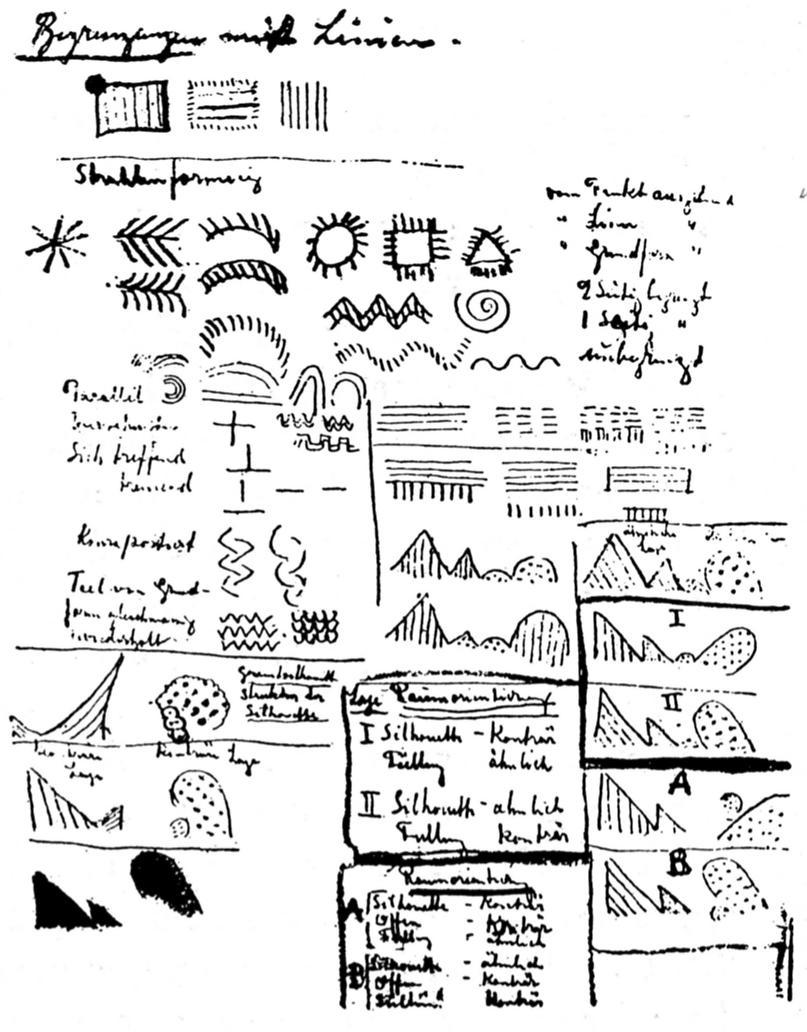
1918.
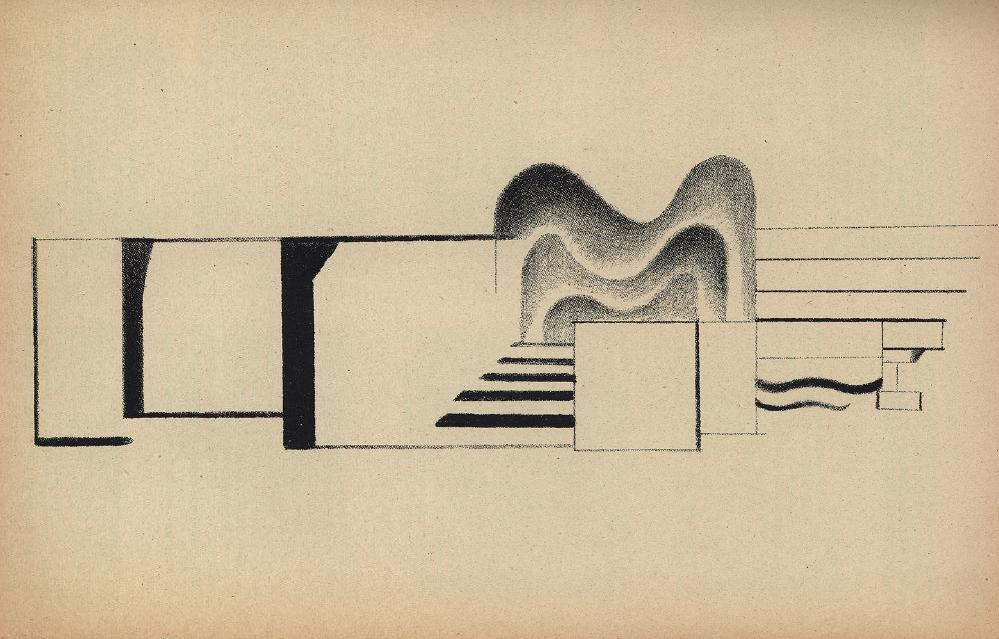
1918.
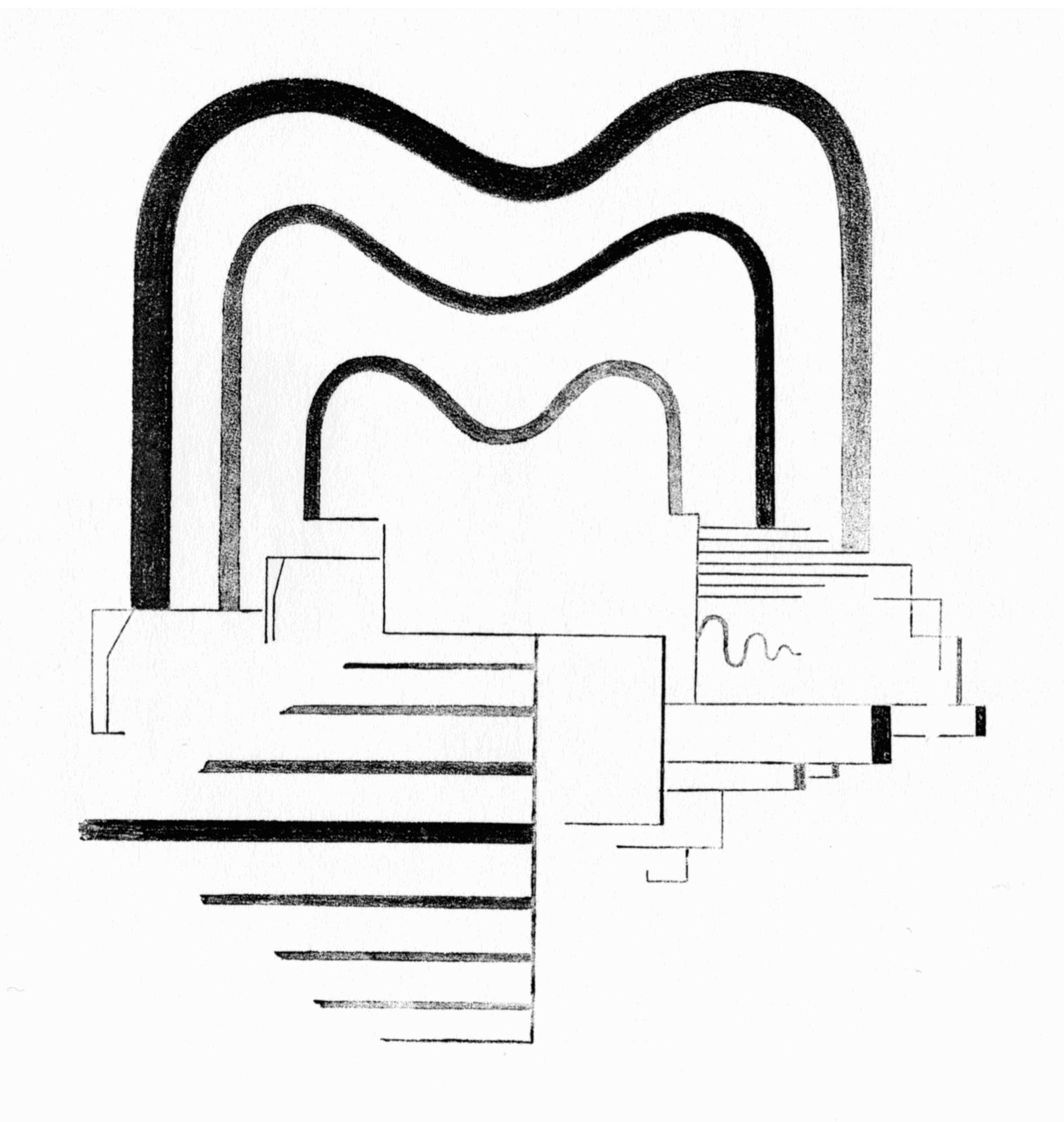
1919.
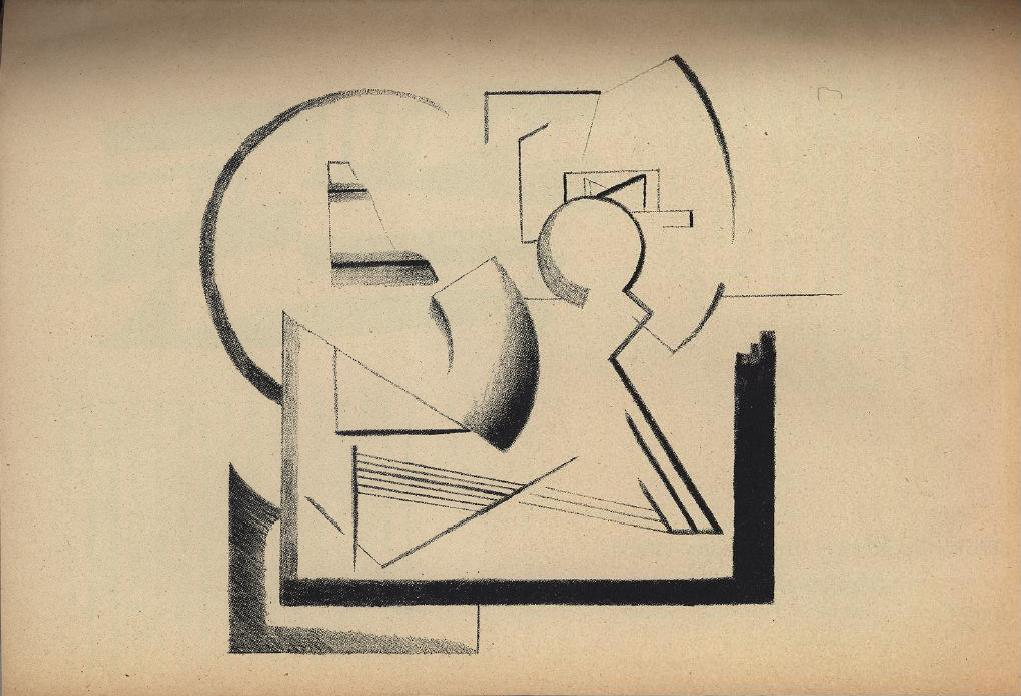
1919.
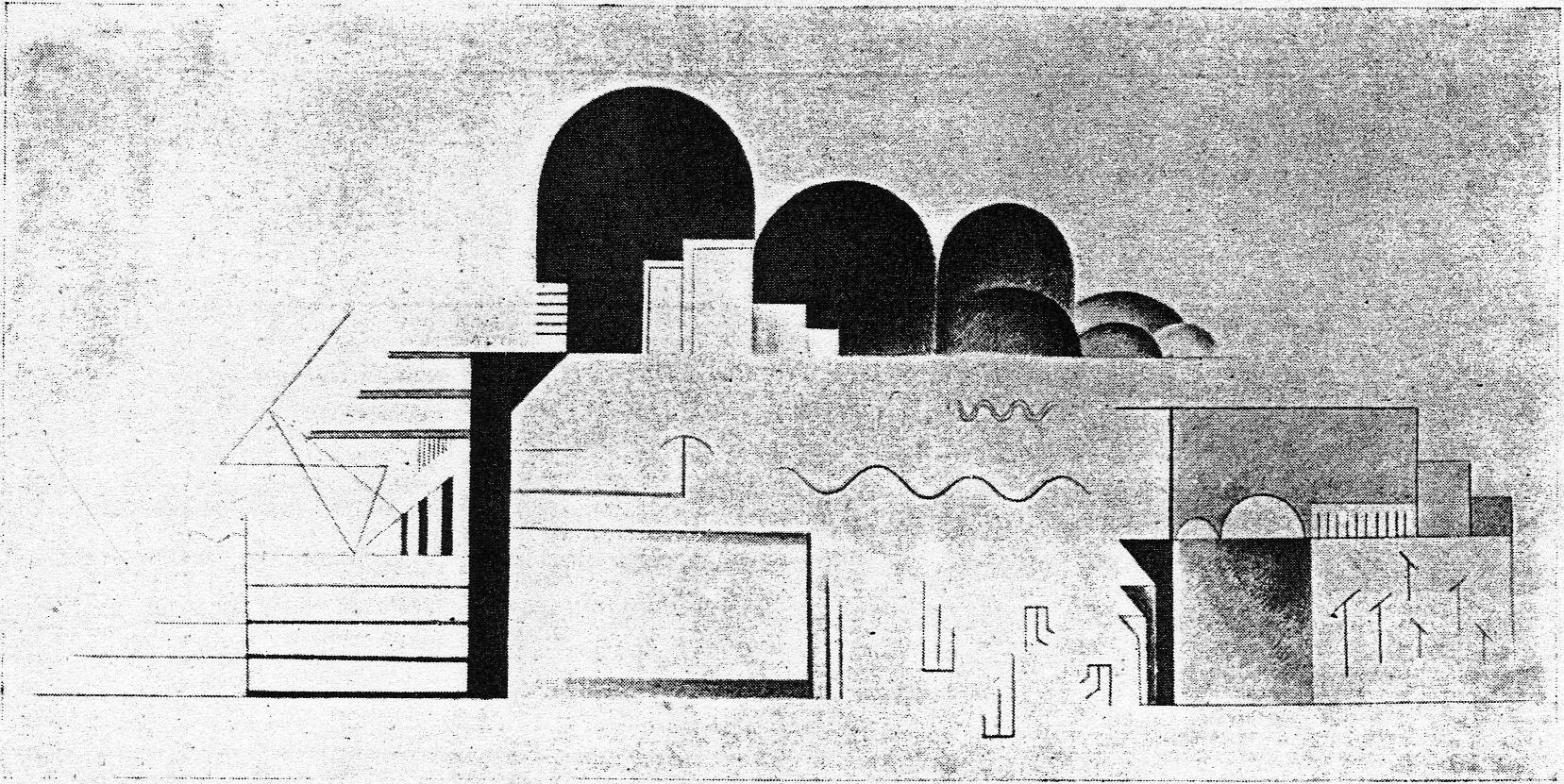
1921.
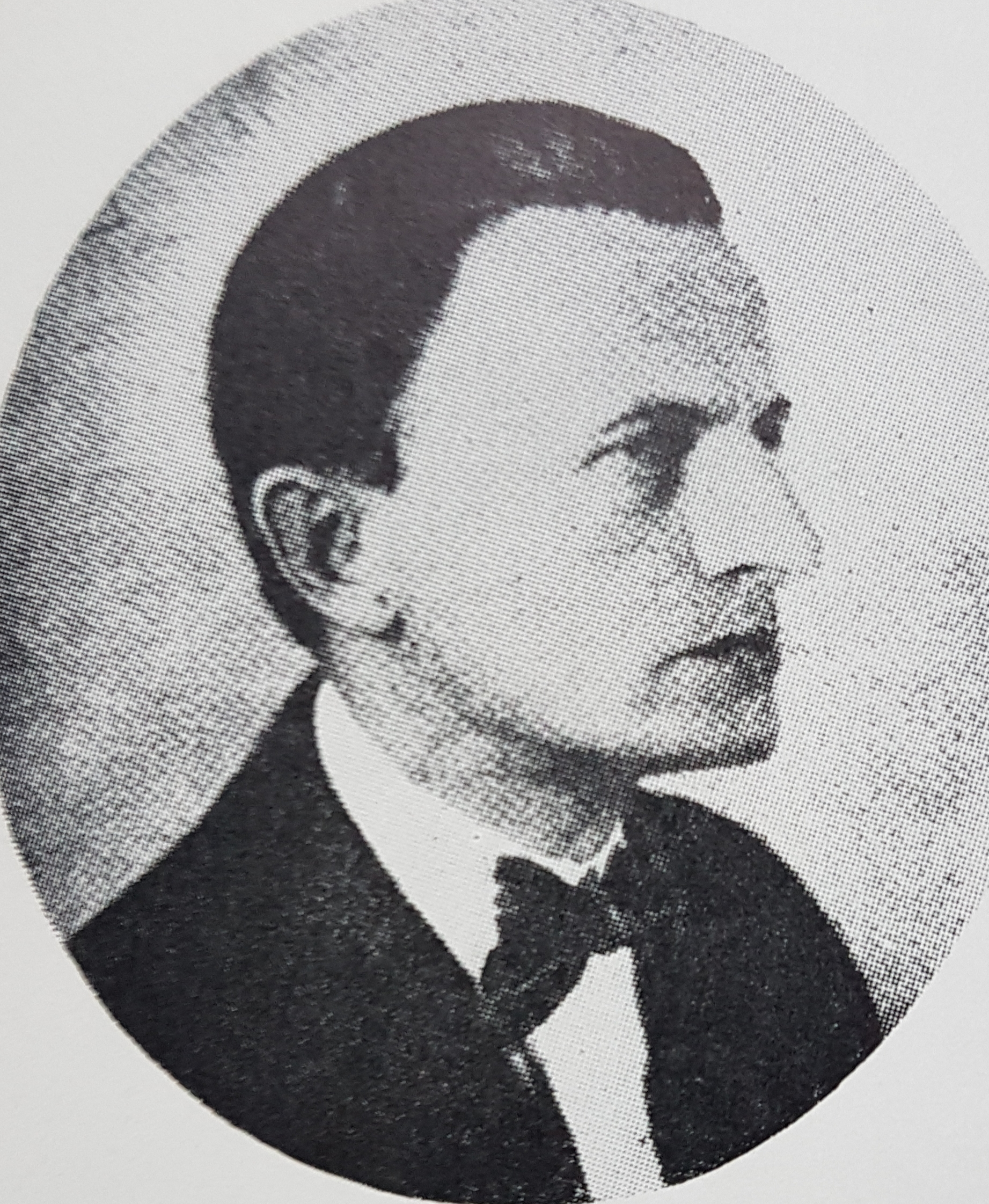
Viking Eggeling ca 1925.